# Hemerobius tagalicus
Hemerobius tagalicus är en insektsart som beskrevs av Banks 1920. Hemerobius tagalicus ingår i släktet Hemerobius och familjen florsländor. Inga underarter finns listade i Catalogue of Life.